# Marienberg
Marienberg är en stad  i Landkreis Erzgebirgskreis i förbundslandet Sachsen i Tyskland som för första gången omnämns i ett dokument från år 1323. Staden har cirka 16 000 invånare.